# Claudia Procula
Procula, Procla ou Abroqlâ est l'épouse de Ponce Pilate (en latin : uxor Pilati). Elle n'est évoquée dans l'Évangile selon Matthieu qu'à travers une allusion, sans que son nom soit donné. Elle figure en revanche dans plusieurs textes apocryphes au VIe siècle ou dans les traditions des Églises chrétiennes orientales. Certaines l'honorent comme sainte sous le nom de Procla, à l'instar des Ménées de l'Église orthodoxe et des églises coptes, ou Abroqlâ dans la tradition éthiopienne. Elle apparaît sous le nom de Claudia Procula dans une appellation dont le plus ancien témoin date du XVIIe siècle, contrairement à ce qu'ont pu affirmer certains commentateurs de l'Évangile selon Matthieu. Les détails concernant l'épouse de Pilate relèvent ainsi essentiellement des traditions chrétiennes apocryphes.
L'épouse de Pilate est célébrée comme sainte par certaines Églises chrétiennes orientales : les Églises des sept conciles la fêtent le 27 octobre et l'Église éthiopienne orthodoxe le 25 juin. Selon plusieurs traditions, elle était identifiée, sans beaucoup de vraisemblance, à une parente de l'empereur Tibère ou à la petite-fille de l'empereur Auguste. Les spéculations fantaisistes sur l'origine de cette femme que l'on suppose avoir appartenu à cette grande famille aristocratique, ont permis d'expliquer l'ascension sociale de son époux. Selon certaines révélations mystiques, elle se serait séparée de Pilate après la Passion de Jésus.

## Dans la tradition chrétienne

### Dans l'évangile attribué à Matthieu
Dans le Nouveau Testament, seul l'évangéliste Matthieu fait référence à l'épouse de Pilate. Elle envoie un message à son époux pour lui demander de ne pas condamner Jésus à mort :

« Or, tandis qu'il siégeait au tribunal, son épouse lui fit dire : “Ne te mêle point de l'affaire de ce Juste ; car aujourd'hui j'ai été très affectée dans un songe à cause de lui”. »

— Évangile selon Matthieu, chapitre 27, verset 19.

### Dans la littérature chrétienne primitive
Au IIe siècle, Origène semble indiquer dans ses Homélies sur Matthieu, que l'épouse de Pilate s'est convertie au christianisme, ou tout au moins que Dieu lui a envoyé le rêve mentionné dans l'Évangile selon Matthieu pour qu'elle se convertisse,. De nombreux théologiens de l'Antiquité et du Moyen Âge ont fait des développements à ce sujet. Des théologies rivales ont soutenu que le rêve avait été envoyé par Satan pour tenter de contrecarrer « le Salut » qui allait résulter de la mort du Christ,.
L'épouse de Pilate est mentionnée dans les « Actes de Pilate » (appelés aussi Évangile de Nicodème) — un récit déclaré apocryphe au VIe siècle censé se baser sur le témoignage de Pilatus lors de son procès à Rome — qui donne une version plus développée de l'épisode du rêve tel qu'il est mentionné dans l'Évangile de Matthieu,. Le nom de Procula dérive des traductions de ce texte où elle est appelée Procla, comme dans les écrits coptes ou éthiopiens. Le plus ancien témoignage écrit de son autre nom, Claudia, date de 1619, dans la chronique du Pseudo-Dexter.
Selon ce même évangile, Pilati et son épouse s'affligent ensuite de la mort de Jésus (chap.11, v.2).

### Le texte des Actes de Pilate
« Ce spectacle remplit Pilate de crainte. Il voulut descendre de sa tribune. À peine en avait-il esquissé le mouvement, qu'un message lui parvint de son épouse, disant : “ Qu'il n'y ait rien entre toi et ce juste. Car j'ai beaucoup souffert cette nuit à cause de lui ”. Pilate alors s'adressa à tous les Juifs et leur dit : “ Vous connaissez la piété de mon épouse et savez qu'elle n'est pas loin de partager votre religion ”. Ils lui dirent : “ Oui, nous le savons ”. Pilate reprit : “ Eh bien, mon épouse m'envoie un message : Qu'il n'y ait rien entre toi et ce juste. Car cette nuit, j'ai beaucoup souffert à cause de lui ”. Les Juifs répondirent à Pilate : “ Ne t'avons-nous pas prévenu ? C'est un magicien, il a envoyé un songe à ton épouse ! ” »

— Actes de Pilate, Chapitre 2, verset 1.

### Dans les traditions coptes et éthiopiennes
On lit dans le Synaxaire éthiopien à la date du 25 du mois de Sanê (19 juin) : « Salut à Pilate qui se lava les mains pour montrer qu'il était pur du sang de Jésus-Christ, et à Abroqlâ (Procla), salut, sa propre épouse lui envoya dire : « Ne lui fais pas de mal ! Car cet homme là est pur et juste. » » L'éditeur du texte dans la Patrologia Orientalis fait remarquer que cette mention n'apparaît que dans une catégorie de manuscrits plutôt tardifs. Néanmoins, pour Jean-Pierre Lémonon, cette mention « témoigne d'un courant traditionnel de cette église. »
Contrairement à Eusèbe de Césarée qui dit que Ponce Pilate n'a pas survécu longtemps à sa disgrâce et qu'il s'est suicidé après avoir été exilé à Vienne, la tradition éthiopienne connaît le martyre de Pilate, qui aurait été exécuté à Rome. Les textes appelés Anaphora Pilati et de Paradosi Pilati dans la tradition de la « Grande Église » sont en effet « connus sous plusieurs formes en arabe, notamment comme deux homélies de Cyriaque, évêque de Bahnasa (Oxyrrhynchos) ; ces homélies ont été traduites en éthiopien. » Ces homélies de l'évêque égyptien sur le « Martyre de Pilate » ont également suscité un grand intérêt dans le monde syriaque. Elles ont été traduites en « écriture carchunie » qui n'était pratiquée à partir du XIVe siècle que par des chrétiens arabes issus des milieux syriaques.

## Dans les arts
L'épouse de Pilate a souvent, mais non systématiquement, été représentée dans des scènes médiévales avec son mari, se tenant habituellement derrière lui et lui chuchotant parfois quelque chose à l'oreille.
Elle est un des personnages principaux des Mystères de York (en) où elle est désignée sous le nom de Procula. Son rêve lui est dicté par le diable, qui réfléchit d'abord en se disant que si Jésus meurt, lui, le démon, perdra son emprise sur les âmes des hommes. Il essaie donc de la convaincre que Jésus est innocent et que s'il est condamné, elle et Pilate perdront leur position sociale. Elle se réveille et envoie un message à son mari, mais Anân et Caïphe réussissent à convaincre ce dernier qu'elle a fait ce songe parce que Jésus a usé de sorcellerie.
La femme de Pilate figure également dans des œuvres littéraires et films tels que : Ponce Pilate "Ponzio Pilato" de Gian Paolo Callegari et Irving Rapper en 1962, téléfilms et pièces de théâtres postérieurs. Charlotte Brontë a écrit le poème Pilate's Wife's Dream en 1846.
Elle apparaît également dans le roman d'Éric-Emmanuel Schmitt L'Évangile selon Pilate
Elle joue aussi un rôle relativement important dans le roman de Maurice Laurentin, le roman de Ponce Pilate.
Dans les livres de l'écrivain Christian Doumergue, Procula serait née à Narbo (Narbonne) en Septimanie, et y serait retournée avec Marie-Madeleine après la mort de Jésus.